# 백호주의

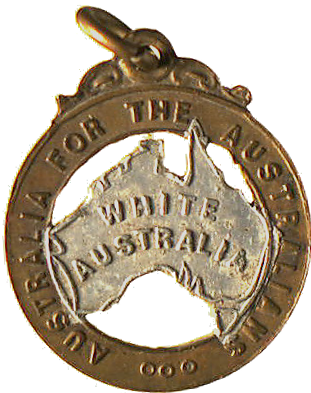
오스트레일리아 태생의 백인들로 구성된 호주 원주민 협회는 1911년에 이 배지를 제작했다. 수상 에드먼드 바튼은 그 협회의 회원이었다. 그 배지는 그 당시 "백호주"라는 슬로건의 사용을 보여준다.

백호주의(영어: White Australia policy, WAP)란 1901년부터 1973년까지 오스트레일리아 정부가 일관되게 유지했던 비백인 이민 제한 정책을 말한다.

## 백호주의의 배경
오스트레일리아 대륙이 개별 식민지로 나뉘어 있던 1840년대에 오스트레일리아는 경제 공황으로 위기에 봉착했다. 그러나 1850년대에 들어서면서 금광이 발견되자 오스트레일리아에서는 이른바 골드 러시가 벌어졌고 이로 인해 오스트레일리아에 많은 이민자가 몰려들었다. 그 중에는 중국계 이민이 많았으며 1881년에는 5만 명에 달하였다. 이들 이민자들은 광산촌에서 도시로 이주해 낮은 임금으로 일하거나 저렴한 가격에 제품을 팔았다. 중국계의 저임금 노동은 백인 노동자의 임금을 저하시켰고, 중국계 상인들은 백인 상인들과 경쟁했다. 북부 지역에서는 폴리네시아인 이민자들의 유입이 갈등을 일으켰다.
각 주에서는 이 때문에 각각 이민을 제한하는 법안을 제정했는데, 영국과 아일랜드를 제외한 모든 인종의 이민을 금지하는 수준까지 간 법도 있었다. 전(全) 오스트레일리아 회의는 1888년에 열린 회의에서 중국계의 오스트레일리아 이민을 제한하는 결의안을 통과시켰고 이러한 제한 조치가 더욱 강화되면서 1896년에 열린 회의에서는 오스트레일리아에서 모든 유색 인종을 배척하는 내용의 결의안이 통과되기에 이른다.

## 백호주의의 도입과 폐지
오스트레일리아 정부의 백호주의 정책 도입은 오스트레일리아 연방이 성립된 1901년 이후 얼마 되지 않아서 이민 제한법이라는 법률이 통과되면서 정식 도입되었다. 이 법은 출입국 관리관이 비유럽 출신 이민자들에게 50개 단어 구술 시험을 치게할 수 있게 했다. 언어는 영어가 아니더라도 관리관이 임의로 고를 수 있어, 관리관이 보기에 인종과 전과, 건강, 도덕적 기준에 따라 적합하지 않다고 판단되면 웨일스어같은 소수언어를 고르는 방식으로 사실상 거부할 수 있었다. 1909년 이전에는 52명의 비백인만이, 그 이후에는 아무도 이 시험을 통과하지 못했다.
1901년 추가로 통과된 태평양 원주민 노동자법과 우편과 전신법은 이주 노동자 고용을 금지하고, 우편 배달을 백인만 맡게 함으로써 이민을 더욱 제한하였다. 이 법안들은 매우 효과적이여서 1901년 전체 인구의 1.25%였던 아시아계 인구가 1940년대 말에는 0.2%로 줄었다. 1947년에는 오스트레일리아와 영국, 아일랜드 밖에서 태어난 인구가 2.7%에 지나지 않았다.
오스트레일리아 정부는 백인과 노동 인구의 증가를 위해 영국인들의 이민을 장려했지만 제2차 세계 대전 이후 그 한계가 명확해졌다. 일본군은 동남아시아전역을 점령하고 다윈을 폭격했지만 인구가 710만에 불과했던 오스트레일리아는 방어에 어려움을 겪었다. 오스트레일리아 정부는 "인구 증가 아니면 멸망이다"라는 구호 아래 비영국계 백인 이민과 비백인 이민에게도 문호를 개방하게 되었다. 이상적인 백인 외모의 '아름다운' 발트 3국 출신을 포함한 유럽 대륙의 난민들을 포함해, 제한된 수로 다양한 배경의 이민자들을 받기 시작했다. 오스트레일리아의 백호주의 정책은 점진적으로 완화되다 1966년에 들어서면서 해럴드 홀트 정부 밑에서 사실상 기능을 상실했으며, 1975년에 고프 휘틀럼 정부가 인종 차별 금지에 관한 법률을 제정하면서 오스트레일리아에서는 인종에 따른 이민 정책이 완전히 불법화된다.

## 같이 보기
- (영어) 호주의 다문화주의
- 인종국민주의
- 백국민주의